# 环烷烃
環烷烴，屬於有機化合物，因為僅由氫（H）和碳（C）組成，故又屬於烴類。又因為其僅由單鍵連接，故又屬於烷。再，因為其構成如環狀，故得名。環烷烴的化學通式為 CnH2(n+1-g)，n為碳原子數，g為環的數量。只有一環的環烷烴的命名與其同碳原子數的鏈狀烷烴相似，如：環丙烷、環丁烷、環戊烷、環己烷等，超過20顆碳的一般被稱為「環石蠟」（cycloparaffins）。
按環的大小，環烷烴可被分為小、中、大三類。環丙烷、環丁烷視作小的。常見的環戊烷、環己烷、環庚烷以及環辛烷至環十三烷是中等大小的，更大的則被視為大的環烷烴。

## 命名法
首先確定其為環烷烴，並觀察其有幾個碳原子，則命名為環幾烴。此後再加上鹵素、甲基等取代基的命名。

### 具多環的環烷烴的命名法
除非有俗名，否則具多環的環烷烴如桥环烷烴及螺环烷烴的命名較為複雜。名字包括表示環數量的前綴（如「雙環」）、各環內碳原子總數的後綴以及表示各端點之間碳原子數的數字前綴（表示於中括號內。多個環公用的碳原子，即橋頭碳不計入內）。
例子一：
File:Bicyclo(3.2.0)heptane.svgclass=skin-invert 
這個環烷總碳數為七，由一個五元環及一個四元環，共兩個環組成，故詞尾為「庚烷」，詞頭為「雙環」。兩個被共用的碳原子間有三個連接路線：一為五元環的部分，共三個碳（兩個橋頭碳不計入內，下同）；二為四元環的部分，共二個碳；三為兩環之間共用的邊綫，只由兩橋頭碳直接連結，中間沒有碳。由此得出中括號內的數字（以降序表示數字之間用點分隔），[3.2.0]。故上圖的環烷名為雙環[3.2.0]庚烷，而數字的個數總比環數多一個（在此有兩個環及三個數字）。「[3.2.0]二环庚烷」亦可接受，但環上有取代基時「雙環[3.2.0]庚烷」有保留前面的位置的好處，方便加上「2,3-二氯」或「3,3-二甲基」等含數字的前綴，以符合IUPAC命名常規。
例子二：
File:Norbornane-2D-skeletal.pngclass=skin-invert （俗名降冰片烷）
上圖環烷總碳數為七，全為單鍵，詞尾為庚烷；兩共用碳間有兩對二碳碳鏈，也被一個碳原子連接著，故詞尾之前的數字前綴為[2.2.1]（共用碳不計入內）；這個環烷由兩個環組成，故前綴為「雙環」，最後得出「雙環[2.2.1]庚烷」。

## 物理性質
| 烷烴     | 化學式 | 沸點（°C） | 熔點（°C） | 液體密度（g·cm−3）（20 °C） |
| 环丙烷   | C3H6   | −33        | −128       |                             |
| 环丁烷   | C4H8   | 12.5       | −91        | 0.720                       |
| 环戊烷   | C5H10  | 49.2       | −93.9      | 0.751                       |
| 环己烷   | C6H12  | 80.7       | 6.5        | 0.778                       |
| 环庚烷   | C7H14  | 118.4      | −12        | 0.811                       |
| 环辛烷   | C8H16  | 149        | 14.6       | 0.834                       |
| 环壬烷   | C9H18  | 169        | 10-11      | 0.8534                      |
| 环癸烷   | C10H20 | 201        | 9-10       | 0.871                       |
| 环十一烷 | C11H22 |            |            |                             |
| 环十二烷 | C12H24 | 247.0      | 60.4       |                             |
| 环十三烷 | C13H26 |            | 23.5       |                             |
| 环十四烷 | C14H28 |            |            |                             |
| 环十五烷 | C15H30 |            |            |                             |
| 环十六烷 | C16H32 |            |            |                             |
| 环十七烷 | C17H34 |            | 66.0-66.2  |                             |
| 环十八烷 | C18H36 |            |            |                             |
| 环十九烷 | C19H38 |            |            |                             |
| 环二十烷 | C20H40 |            |            |                             |

就物理性質而言，環烷烴与鏈狀烷烴相似。不過，因為環狀結構增加分子間的接觸面，增强色散力（London dispersion force），環烷烴的沸點、熔點和密度比同碳原子數的烷烴較高。

## 環烷烴的角張力

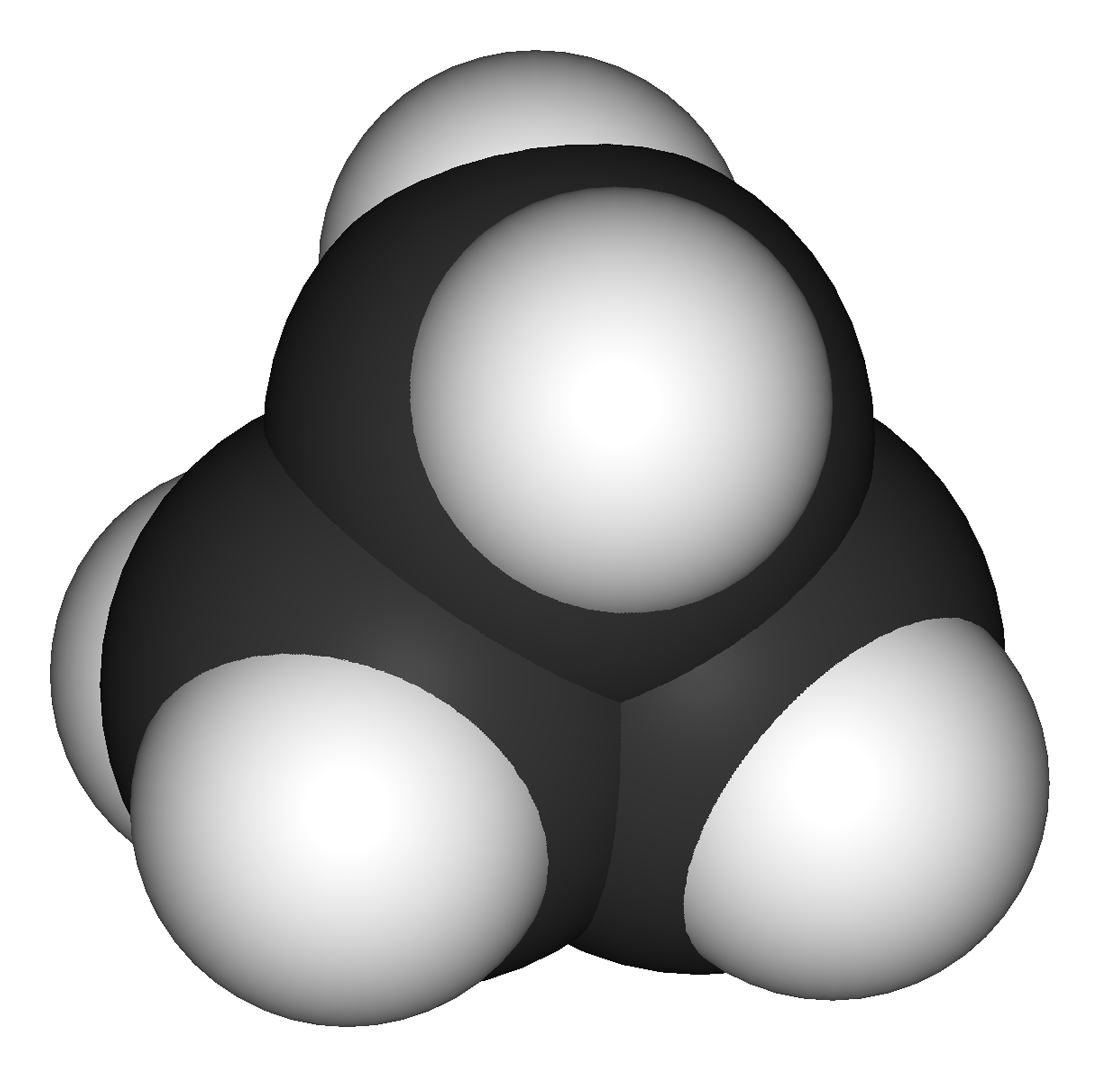
环丙烷结构简式

sp3 雜化的環烷烴碳原子與理想的角鍵（109°28'）有所偏差，增加了分子的勢能，降低穩定性。重疊構狀（eclipsed，參見構象異構）的氫原子也會降低環烷烴的穩定性。 環烷烴的幾何結構令其分子勢能增加，「角張力能」（strain energy）是這種增幅的理論數值，以平均鍵能及環烷烴的標準燃燒焓變的實驗值計算出來。
具有六十度 C-C-C角的三角形環丙烷的角張力最強，亦有三對重疊氫原子，比丙烷活躍，角張力的計算值約為 120 kJ/mol。 正方形的環丁烷具折疊狀，減少重疊氫原子間的相互作用，令角張力稍低，但 C-C-C角仍接近九十度，所以角張力頗高，為110 kJ/mol.
假如環戊烷五顆碳原子是共面的話，其C-C-C角會是108度，和甲烷的正四面體H-C-H角極近。現實中的環戊烷成折疊狀，但對鍵角只有輕微影響，其引起的角張力相對較小。 折疊亦減少重疊氫原子間的相互作用，令角張力只有大約25 kJ/mol.
環己烷 六元環的折疊允許碳原子得到理想的正四面體碳鍵角（109°28'），使其重疊氫原子間的相互作用及角張力小得可以忽略，這發生在最穩定的椅型環己烷之上。椅型環己烷上各對相鄰碳原子的軸向氫都指向相反方向，將重疊氫原子間的相互作用幾乎完全消除。
比環己烷大的環烷烴沒法得到沒有角張力的結構，所以角張力能比環己烷高，以九碳環最高（約為50 kJ/mol）。在此以後，角張力能緩慢下降，從十一至十二碳環跌幅較為顯著。下一顯著跌幅發生在十四碳環，角張力能在10 kJ/mol的水平。對於十四碳環以後的角張力具爭議性，有除著碳環原子數緩緩上昇的說法，也有角張力完全消失的說法。一般來說，角張力和氫原子間的相互作用只在碳原子數較小的狀況下才有重要影響。

## 反應
由於只有強的碳-碳鍵及碳-氫鍵，環較大，角張力弱的環烷烴十分穩定，如非環狀烷烴一般，能進行反應也和鏈狀烷烴相似，如燃燒及自由基取代反應。
環較小的環烷烴（尤其是環丙烷）受角張力（ring strain）影響（見拜耳张力学说），穩定性較低。雖然沒允許亲电加成反应反應的不飽和雙鍵，但反應和烯烴相似，因為它們能透過開環或斷環進行亲核取代反应。
環烷烴可由氫化從狄耳士－阿德爾反應制得的同碳原子數環烯烴製得。

## 常用的環烷烴
- 甲基環己烷 - 現今修正液的主要溶劑，毒性比早期使用的1,1,1-三氯乙烷為低，亦不會破壞臭氧層。

## 外部連結
- "Cycloalkanes" （页面存档备份，存于） at the online Encyclopædia Britannica
- "Cycloalkanes"[永久] by the Chemistry staff at Westminster College